# 윙스풋
윙스풋(Wing's Foot Inc.)은 대한민국의 브랜드 신발전문 디자인/개발/생산 및 직유통 기업이다. 본사는 서울특별시 중구 명동길 65 보림빌딩 11층에 위치해 있다. 대표이사는 황성웅이다.자사 브랜드 신발 외에도 글로벌 브랜드 신발을 직영 편집숍(와이컨셉), 온라인, 백화점 팝업 스토어, 홈쇼핑, 대형 온라인 채널 등 다양한 판매채널을 통해 공급한다

## 같이 보기
- 베어파우

## 참고 문헌
1. ↑  IBK투자증권 주관사 IPO Update-윙스풋, 2023년 12월 28일
2. ↑  “한국판 나이키 만들겠다”...윙스풋, 美 시장 출사표, 2024년 3월 18일
3. ↑  신발 멀티숍 ‘와이컨셉’ 운영 ‘윙스풋’, 스팩합병 주총 통과…내달 27일 신주 상장, 더스탁, 2022년 9월 7일
4. ↑  "윙스풋, 브랜드 IP 확대를 통한 성장의 원년" - IBK證 , 뉴스핌, 2024년 5월 30일